# کیدانرن
کیدانرن، فدراسیون تجارت ژاپن (به ژاپنی: 日本経済団体連合会, Nippon Keizai-dantai Rengōkai)) یک سازمان اقتصادی است که در در مه ۲۰۰۲ با ادغام با (فدراسیون سازمان‌های اقتصادی ژاپن، تأسیس ۱۹۴۶) و (اتحادیه انجمن‌های کارفرمایی ژاپن، تأسیس ۱۹۴۸) تأسیس شد.